# Чемпіонат світу з футболу 2010 (група H)
Матчі Групи H чемпіонату світу з футболу 2010 проходять з 16 червня 2010 року до 25 червня 2010. До групи входять збірні Іспанії, Швейцарії, Гондурасу та Чилі.
| М  | Команда     | І | В | Н | П | МЗ | МП | РМ | О |
| -- | ----------- | - | - | - | - | -- | -- | -- | - |
| 2. | Іспанія ·   | 3 | 2 | 0 | 1 | 4  | 2  | +2 | 6 |
| 1. | Чилі ·      | 3 | 2 | 0 | 1 | 3  | 2  | +1 | 6 |
| 3. | Швейцарія · | 3 | 1 | 1 | 1 | 1  | 1  | 0  | 4 |
| 4. | Гондурас ·  | 3 | 0 | 1 | 2 | 0  | 3  | −3 | 1 |

Час місцевий (UTC+2)

## Гондурас— Чилі
| 16.06.2010 13:30 |

| Гондурас | 0 — 1      | Чилі        |
| -------- | ---------- | ----------- |
|          | (Протокол) | Босежур 34' |

| Мбомбела, Мбомбела Глядачів: 32 664 Арбітр: Едді Майє |

## Іспанія— Швейцарія
| 16.06.2010 16:00 |

| Іспанія | 0 — 1     | Швейцарія     |
| ------- | --------- | ------------- |
|         | (Протокол | Фернандеш 52' |

| Мозес Мабіда, Дурбан Арбітр: Вебб |

## Чилі— Швейцарія
| 21.06.2010 16:00 |

| Чилі         | 1 — 0      | Швейцарія |
| ------------ | ---------- | --------- |
| Ґонсалес 75' | (Протокол) |           |

| Нельсон Мандела Бей, Порт-Елізабет Глядачів: 34 872 Арбітр: Халіль аль-Ґамді |

## Іспанія— Гондурас
| 21.06.2010 20:30 |

| Іспанія        | 2 — 0      | Гондурас |
| -------------- | ---------- | -------- |
| Вілья 17', 51' | (Протокол) |          |

| Елліс Парк, Йоганнесбург Глядачів: 54 386 Арбітр: Юїті Нісімура |

## Чилі— Іспанія
| 25.06.2010 20:30 |

| Чилі       | 1 — 2      | Іспанія               |
| ---------- | ---------- | --------------------- |
| Мільяр 47' | (Протокол) | Вілья 24' Іньєста 37' |

| Лофтус Версфельд, Преторія Глядачів: 41 958 Арбітр: Марко Антоніо Родрігес |

## Швейцарія— Гондурас
| 25.06.2010 20:30 |

| Швейцарія | 0 — 0      | Гондурас |
| --------- | ---------- | -------- |
|           | (Протокол) |          |

| Фрі Стейт, Блумфонтейн Глядачів: 28 042 Арбітр: Ектор Балдассі |